# Condado de Beaverhead
O Condado de Beaverhead é um dos 56 condados do estado norte-americano de Montana. A sede de condado é Dillon, que é também a sua maior cidade. O condado tem uma área de 14 431 km² (dos quais 78 km² estão cobertos por água), uma população de 9202 habitantes, e uma densidade populacional de 0,6 hab/km² (segundo o censo nacional de 2000). O condado foi fundado em 1864 e recebeu o seu nome devido à rocha Beaverhead Rock, no rio Beaverhead - afluente do rio Jefferson - com forma de castor-americano (beaver, em inglês). Em área, é o maior condado do Montana.